# There and Back Again (EP av The Legends)
There and Back Again är The Legends första EP, utgiven 2003.

## Låtlista
1. "There and Back Again" - 3:13
2. "Thanks for Nothing" - 2:00
3. "Wish Me Gone" - 2:14
4. "It's Not Going to Happen" - 2:28